# José Miguel Galán
José Miguel Galán (Buenos Aires, 1804 - Paraná, 1861) fue un militar argentino, colaborador del caudillo y presidente Justo José de Urquiza en la provincia de Entre Ríos, que también ejerció algunos cargos políticos; entre ellos, gobernador delegado de esa provincia y de Buenos Aires.

## Inicios de su carrera
A los quince años se enroló en el regimiento de Granaderos de Infantería y combatió en las batallas de batalla de Cepeda y Cañada de la Cruz. Pasó a prestar servicios en la frontera con los indios, y participó en las campañas del gobernador Martín Rodríguez al sur de la provincia en 1823, presenciando la fundación de Tandil.
Se unió al ejército que participó en la Guerra del Brasil, combatiendo en la batalla de Ituzaingó. Después se unió al ejército que, al mando de Fructuoso Rivera, conquistó las Misiones Orientales. Cuando estas fueron evacuadas a fines de 1828 pasó a la provincia de Entre Ríos, a cuyo ejército se unió.

## Primeras campañas en Entre Ríos
En marzo de 1831 participó en la defensa contra la invasión de los generales Juan Lavalle y Ricardo López Jordán (padre). Se dice que estuvo muy cerca de alcanzar y ejecutar a Justo José de Urquiza, que participaba de esa invasión. Apoyó las fuerzas del coronel Pedro Espino contra las del exgobernador Juan León Solas. Más tarde se unió al ejército con que el nuevo gobernador, Pascual Echagüe, impuso la paz en la provincia. Este último lo ascendió a teniente coronel.
En 1837 ayudó al general Eugenio Garzón a defender Paysandú contra el ataque de las fuerzas de Rivera. Dos años más tarde peleó en la batalla de Pago Largo y luego en la de Cagancha a órdenes de Echagüe.
Tuvo una actuación destacada en la campaña contra la invasión de los correntinos de Lavalle y peleó en batalla de Don Cristóbal, en la que fue herido de alguna gravedad, y en Sauce Grande.
En 1841 hizo también la segunda y tercera campañas de Echagüe a Corrientes, y fue tomado prisionero en la batalla de Caaguazú. Pasó varios meses preso, hasta que fue liberado después de Arroyo Grande, cuando Corrientes pasó a manos federales.

## A órdenes de Urquiza
El nuevo gobernador, Justo José de Urquiza, lo ascendió a coronel y lo puso al mando de las fuerzas entrerrianas que sostenían al gobernador Pedro Cabral; la sede de su regimiento estaba en Goya. Cuando los hermanos Madariaga invadieron la provincia desde el Brasil, fue atacado por sorpresa y vencido en Laguna Brava, pocos días después del derrocamiento de Cabral. Debió huir por el río Paraná de regreso a Entre Ríos.
Fue el jefe de Estado Mayor de Garzón en la defensa contra la invasión de Madariaga a esa provincia y peleó en el Palmar de Arroyo Grande contra los invasores. Poco después, en 1844, sucedió a Cipriano de Urquiza, recientemente asesinado, como ministro general de gobierno de su hermano. Representó al gobernador Urquiza ante Madariaga, para la ratificación del Tratado de Alcaraz, en 1847. También estuvo en Buenos Aires, de donde regresó con una lista de exigencias adicionales del dictador Juan Manuel de Rosas, que fueron rechazadas por el gobierno de Corrientes. No parece que haya combatido en Vences.
Participó de la campaña del "ejército grande" a Santa Fe y Buenos Aires, como jefe de toda la infantería argentina, cargo con el que peleó en la batalla de Caseros. Por este mérito fue ascendido al grado de general.

## Después de Caseros
Durante el año 1852 fue el comandante de las tropas entrerrianas y correntinas en Buenos Aires. Desde principios de septiembre fue el gobernador delegado del director provisorio Urquiza, que había intervenido el gobierno de la provincia de Buenos Aires.
El 11 de septiembre estalló una revolución, en que participaron muchos oficiales y soldados correntinos que estaban a sus órdenes, por la que Buenos Aires recuperó su autonomía y sus ansias de imponerse sobre el resto del país; el primer paso fue desconocer el Acuerdo de San Nicolás y renegar de su participación en la Convención Constituyente Nacional.
Galán debió retirarse por tierra hasta San Nicolás de los Arroyos, perseguido de cerca por fuerzas militares enemigas; su habilidad militar le permitió defenderse sin presentar batalla. Desde San Nicolás se trasladó por agua hasta Paraná. A fines de ese mismo año participó en la defensa de Entre Ríos contra la invasión de Manuel Hornos y Juan Madariaga. Durante el sitio de Hilario Lagos a la ciudad de Buenos Aires, el congreso provincial reunido por este lo nombró senador nacional por Buenos Aires, pero nunca ocupó ese cargo.
En el mismo año, el general José Miguel Galán fue nombrado gobernador delegado de la provincia de Entre Ríos por Justo José de Urquiza quien fuera director provisorio de la Confederación. Como tal había apoyado a Estanislao Panelo por ser vecino notorio —era un bisnieto paterno del teniente general filipino Juan Antonio Panelo y materno del primer teniente de gobernador yapeyuense Francisco Pérez de Saravia— para que sea nombrado alcalde de Concordia y por ende, como elector departamental para elegir al presidente de la confederación. Finalmente Urquiza saldría elegido luego de obtener mayoría, al conseguir 172 sufragios en el departamento citado el 1.º de noviembre de 1853.
Desde 1857 fue ministro de Guerra y Marina de la Confederación Argentina, sucediendo en ese cargo al general Rudecindo Alvarado. Dos años más tarde fue interventor nacional en la provincia de San Juan, donde acababa de ser asesinado el caudillo y exgobernador Nazario Benavídez. Su muerte, festejada ruidosamente en Buenos Aires, trajo la guerra que se decidió en la batalla de Cepeda (1859), en que Galán fue el jefe de toda la infantería de la confederación.
Entre el 14 de mayo de 1860 y diciembre de ese mismo año fue comandante militar del departamento Concordia. Durante la presidencia de Santiago Derqui se volvieron a establecer las autoridades provinciales en Entre Ríos y fue elegido gobernador el expresidente Urquiza. Galán fue diputado provincial por Paraná. En esa ciudad falleció en noviembre de 1861, cuando la Confederación Argentina estaba desapareciendo como resultado de la batalla de Pavón.